# Hermonax
Hermó (Hermon, Ἕρμων) també esmentat com a Hermonax fou un escriptor grec que va estudiar el dialecte grec de Creta i va escriure un diccionari (Κρητικαὶ γλῶσσαι) on aparegueren les paraules més peculiars o les que els cretencs usaven en sentit particular. L'obra és esmentada per Ateneu de Naucratis que li dona els dos noms, Hermó i Hermonax. Llucià esmenta un filòsof epicuri amb aquest nom, que és un personatge diferent.